# Queensland Rail

logo van Queensland Rail

Queensland Rail is een spoorvervoerder in de deelstaat Queensland in Australië. Het bedrijf bestaat sinds 1865. De maatschappij is volle eigendom van de regering van Queensland en heeft een hoofdzetel in Brisbane. Queensland Rail is de eigenaar en beheerder van een spoorwegnetwerk met een lengte van 6.600 km en de uitbater van passagierslijnen op lange afstand en in voorsteden.
Het spoorwegnetwerk is uitgebouwd op kaapspoor, ook voor de hoofdlijnen. De QR Tilt Train is een kantelbaktrein die op kaapspoor snelheden van 165 km/h haalt.

## Netwerk

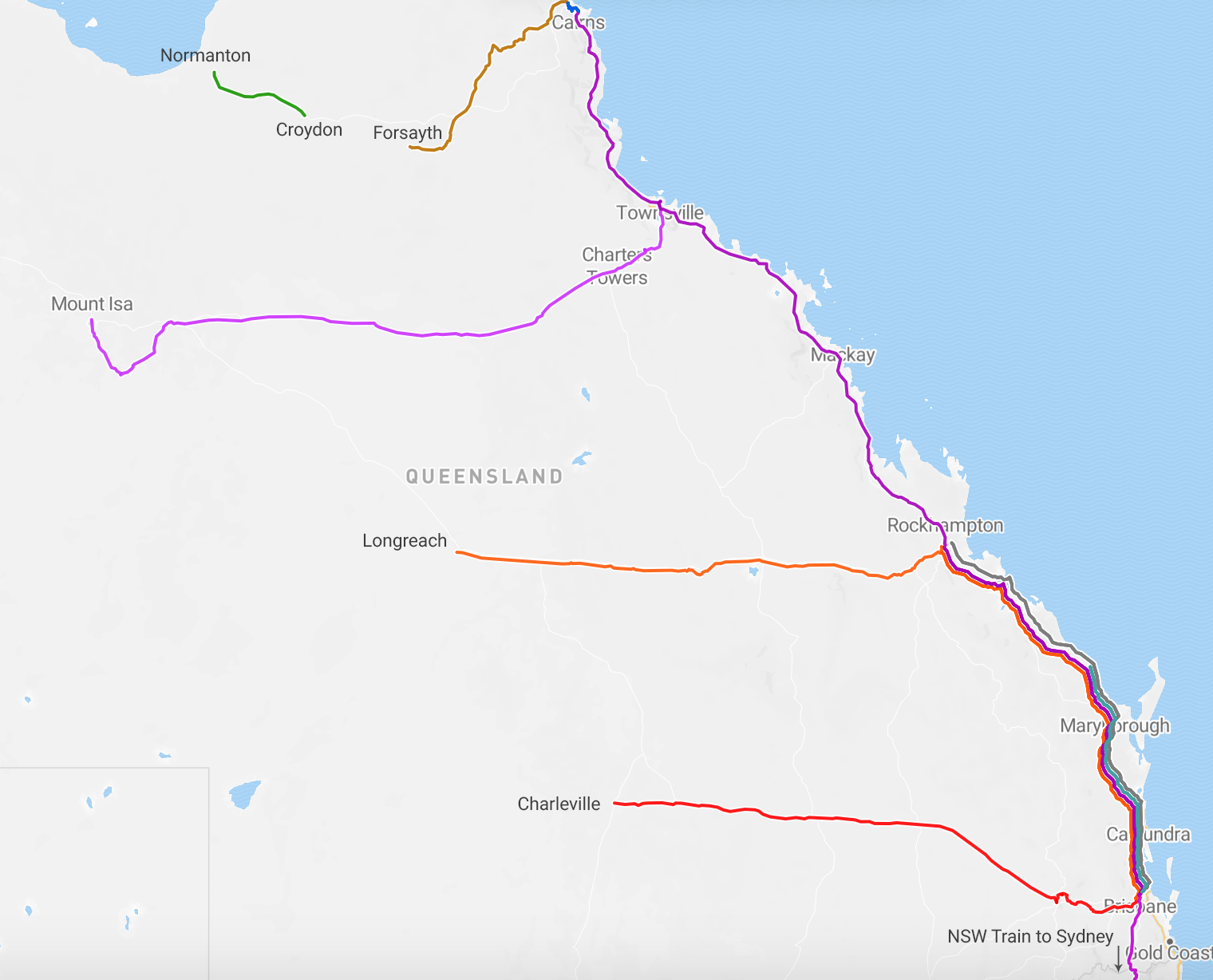
kaart van de hoofdspoorlijnen

De North Coast Line (NCL) is de belangrijkste as en strekt zich uit over 1.680 kilometer van zuid naar noord, van Brisbane naar Rockhampton, Townsville en Cairns.
Daaraan zijn vier lijnen gekoppeld (met eventuele bijhorende aftakkingen) die van oost naar west lopen:
- De Western line (inclusief de originele Main Line) van Brisbane naar Toowoomba en Charleville
- De Central Western line van Rockhampton naar Longreach en Winton
- De Great Northern Railway van Townsville naar Mount Isa
- De Tablelands line van Cairns naar Atherton en Forsayth

Dan is de er de oorspronkelijke treinverbinding met Sydney, in kaapspoor die zuidwaarts vanuit Toowoomba naar de grens met New South Wales liep in Wallangarra, een verbinding in kaapspoor van Brisbane naar Gold Coast met een maximumsnelheid van 140 km/h en een normaalspoorverbinding van Brisbane naar de grens met New South Wales en zo verder naar Sydney.